# فيصل كرامي
فيصل عمر كرامي (26 سبتمبر 1971 -) هو سياسي، ووزير لبناني سابق، وعضو مجلس النواب اللبناني منذ 6 مايو 2018. شغل منصب وزير الشباب والرياضة في حكومة نجيب ميقاتي الثانية. وهو نجل رئيس الوزراء اللبناني الأسبق عمر كرامي، وابن شقيق رئيس الوزراء اللبناني رشيد كرامي، وحفيد عبد الحميد كرامي أحد رجال الاستقلال اللبناني. أتم دراسته الثانوية في معهد الآباء الكرمليين في طرابلس وقد تخصص في إدارة الأعمال في جامعة وايدنر في بنسلفانيا في الولايات المتحدة الأميركية. وهو رئيس المجلس التنفيذي لحزب التحرر العربي.
خاض الانتخابات النيابية التي جرت في 6 أيار 2018 في دائرة الشمال الثانية: طرابلس-المنية-الضنية حيث شكّل لائحة بالتحالف مع تيار المردة وجمعية المشاريع الخيرية الإسلامية ومستقلين والتي سماها «لائحة الكرامة الوطنية» التي حققت فوزًا بمقعدين اثنين الأول عن طرابلس والذي فاز هو به والثاني عن الضنية لمرشحه في اللائحة جهاد الصمد، ليدخل بذلك المجلس النيابي اللبناني. بعد فوزه في الانتخابات أسس «اللقاء التشاوري للسنة المستقلين»، والذي يضم 6 من أصل 10 من النواب السنة المستقلين في البرلمان وهم بالإضافة إليه عبد الرحيم مراد، جهاد الصمد، عدنان الطرابلسي، الوليد سكرية وقاسم هاشم، إلا إن جهاد الصمد وقاسم هاشم قد خرجوا من التكتل بعد ذلك.
وعاد وانتُخِب نائباً في البرلمان اللبناني في العام 2022 عن المقعد السني في طرابلس، بعد طعنه في نتائج هذه الانتخابات أمام المجلس الدستوري وصدور قرار بقبول طعنه وإبطال نيابة رامي فنج.

## حياته
ولد في 26 سبتمبر 1971. تخصص في إدارة الأعمال في جامعة وايدنر في بنسلفانيا في الولايات المتحدة الأمريكية. رئيس المجلس التنفيذي لحزب التحرر العربي. عضو مجلس إدارة جمعية المنار المشرفة على مؤسسة رشيد كرامي للتعليم العالي - جامعة المنار. عضو الهيئة العامة للمستشفى الإسلامي الخيري في طرابلس. رئيس جمعية نادي الرياضة والأدب. عضو مجلس عمدة جمعية الكشاف العربي. ابن عمه أحمد كرامي تقلد منصب وزير دولة في نفس الحكومة التي تولى فيها فيصل منصب وزارة الشباب والرياضة. والده عمر عبد الحميد كرامي تقلد منصب رئاسة الوزراء في لبنان مرتين، كما شغل نفس المنصب عمه رشيد كرامي.

## محاولة اغتياله
في 18 يناير 2013 تعرض الوزير فيصل كرامي لمحاولة اغتيال فاشلة في طرابلس شمال لبنان أدت إلى إصابة خمسة من حراسه.